# Miguel Murillo (Fußballspieler, 1898)
Miguel Murillo Quirres (* 24. März 1898 in La Paz; † 12. Februar 1968) war ein bolivianischer Fußballspieler auf der Position eines Torwarts.

## Karriere

### Verein
Murillo spielte auf Vereinsebene für Club Bolívar in La Paz. Über seine Vereinskarriere liegen nur spärliche Informationen vor, doch gilt er als einer der ersten bekannten Torhüter des Landes.

### Nationalmannschaft
Murillo gehörte zum Aufgebot der bolivianischen Nationalmannschaft bei der Fußball-Weltmeisterschaft 1930 in Uruguay, kam allerdings nicht zum Einsatz.